# USS Maine (BB-10)
Pour les autres navires du même nom, voir USS Maine.
L’USS Maine (BB-10) est un cuirassé pré-dreadnought de l'US Navy de classe Maine. Il est nommé d'après le 23e état des États-Unis, le Maine. Sa quille est posée aux chantiers William Cramp & Sons à Philadelphie, le 15 février 1899. Le navire est lancé le 27 juillet 1901, parrainé par Mary Preble Anderson, l'arrière-petite-fille du commodore Edward Preble. Il entre en service le 29 décembre 1902.